# Гойя (премия, 2011)
XXV церемония вручения премии «Гойя» состоялась 13 февраля 2011 года в мадридском Королевском театре. Ведущий — Андреу Буэнафуэнте.

## Номинации

### Главные премии
| Лучший фильм | Лучший режиссёр |
| --- | --- |
| - Чёрный хлеб / Pan negro - Печальная баллада для трубы / Balada triste de trompeta - Погребённый заживо / Enterrado - Они продают даже дождь / También la lluvia | - Агусти Вильяронга — Чёрный хлеб / Pan negro - Алекс де ла Иглесия — Печальная баллада для трубы / Balada triste de trompeta - Родриго Кортес — Погребённый заживо / Enterrado - Исиар Больяин — Они продают даже дождь / También la lluvia |
| Лучший актёр | Лучшая актриса |
| - Хавьер Бардем — Бьютифул / Biutiful - Антонио де ла Торре — Печальная баллада для трубы / Balada triste de trompeta - Райан Рейнольдс — Погребённый заживо / Enterrado - Луис Тосар — Они продают даже дождь / También la lluvia                                              | - Нора Навас — Чёрный хлеб / Pan negro - Елена Анайя — Комната в Риме / Habitación en Roma - Эмма Суарес — Сетка от комаров / La mosquitera - Белен Руэда — Прозрение / Los ojos de Julia                                                    |
| Лучший актёр второго плана | Лучшая актриса второго плана |
| - Карра Элехальде — Они продают даже дождь / También la lluvia - Эдуард Фернандес — Бьютифул / Biutiful - Алекс Ангуло — Великий Васкес / El Gran Vázquez - Серхи Лопес — Чёрный хлеб / Pan negro                                                                               | - Лайя Маруль — Чёрный хлеб / Pan negro - Тереле Павес — Печальная баллада для трубы / Balada triste de trompeta - Ана Вагенер — Бьютифул / Biutiful - Пилар Лопес де Айала — Лопе де Вега: Распутник и соблазнитель / Lope                  |
| Лучший мужской актёрский дебют | Лучший женский актёрский дебют |
| - Франсеск Коломер — Чёрный хлеб / Pan negro - Мануэль Камачо — Среди волков / Entrelobos - Хуан Карлос Адувири — Они продают даже дождь / También la lluvia - Ориоль Вила — Все песни про меня / Todas Las Canciones Hablan de Mí                                              | - Марина Комас — Чёрный хлеб / Pan negro - Каролина Банг — Печальная баллада для трубы / Balada triste de trompeta - Наташа Яровенко — Комната в Риме / Room in Rome - Аура Гарридо — Планы на завтра / Planes Para Mañana                   |
| Лучший оригинальный сценарий | Лучший адаптированный сценарий |
| - Погребённый заживо / Enterrado — Крис Спарлинг - Печальная баллада для трубы / Balada triste de trompeta — Алекс де ла Иглесия - Бьютифул / Biutiful — Алехандро Гонсалес Иньяриту, Армандо Бо и Николас Хиакобоне - Они продают даже дождь / También la lluvia — Пол Лаверти | - Чёрный хлеб / Pan negro — Агусти Вильяронга - Элиса К / Elisa K — Жорди Кадена - Комната в Риме / Habitación en Roma — Хулио Медем - Три метра над уровнем неба / Tres metros sobre el cielo — Рамон Саласар                               |
| Лучший иностранный фильм на испанском языке | Лучший европейский фильм |
| - Жизнь рыб / La vida de los peces • Чили - Подводное течение / Contracorriente • Перу - Сосед / El hombre de al lado • Аргентина - Ад / El Infierno • Мексика | - Король говорит! / The King’s Speech • Великобритания - Пророк / Un prophète • Франция - Призрак / The Ghost Writer • Франция/Германия/Великобритания - Белая лента / Das weiße Band • Германия                                             |
| Лучший режиссёрский дебют | Лучший мультипликационный фильм |
| - Давид Пинильос — Приятного аппетита! / Bon Appétit - Эмилио Арагон — Бумажные птицы / Pájaros de Papel - Хуана Масиас — Планы на завтра / Planes Para Mañana - Хонас Труэба — Все песни про меня / Todas Las Canciones Hablan de Mí                                           | - Чико и Рита / Chico y Rita - Сокровище царя Мидаса / El Tesoro del Rey Midas - Любимчики / La Tropa de Trapo en el País Donde Siempre Brilla el Sol - Приключения Дон Кихота / Las Aventuras de Don Quijote                                |

### Другие номинации
| Лучшая операторская работа | Лучший монтаж |
| --- | --- |
| - Чёрный хлеб / Pan negro — Антонио Риестра - Печальная баллада для трубы / Balada triste de trompeta — Кико де ла Рика - Бьютифул / Biutiful — Родриго Прието - Погребённый заживо / Enterrado — Эдуард Грау | - Погребённый заживо / Enterrado — Родриго Кортес - Печальная баллада для трубы / Balada triste de trompeta — Алехандро Ласаро - Бьютифул / Biutiful — Стивен Миррионе - Они продают даже дождь / También la lluvia — Анхель Эрнандес Сойдо |
| Лучшая работа художника | Лучший продюсер |
| - Чёрный хлеб / Pan negro — Ана Альваргонсалес - Печальная баллада для трубы / Balada triste de trompeta — Эдоу Идальго - Бьютифул / Biutiful — Бригитте Броч - Лопе де Вега: Распутник и соблазнитель / Lope — Сесар Макаррон | - Они продают даже дождь / También la lluvia — Кристина Сумаррага - Печальная баллада для трубы / Balada triste de trompeta — Юсаф Бокари - Лопе де Вега: Распутник и соблазнитель / Lope — Эдмон Роч Колом и Тони Новелья - Чёрный хлеб / Pan negro — Алекс Кастельон                                                                                                   |
| Лучший звук | Лучшие спецэффекты |
| - Погребённый заживо / Enterrado — Урко Гараи, Марк Ортс и Джеймс Муньос - Печальная баллада для трубы / Balada triste de trompeta — Чарли Шмуклер и Диего Гарридо - Чёрный хлеб / Pan negro — Дани Фонтродона, Фернандо Новильо и Рикард Касальс - Они продают даже дождь / También la lluvia — Эмилио Кортес, Начо Ройо-Вильянова и Пелайо Гутьеррес | - Печальная баллада для трубы / Balada triste de trompeta — Рейес Абадес и Ферран Пикер - Погребённый заживо / Enterrado — Габриэль Паре и Алекс Вильяграса - Лопе де Вега: Распутник и соблазнитель / Lope — Рауль Романильос и Марсело Сигейра - Они продают даже дождь / También la lluvia — Густаво Гарри Фариас и Хуанма Ногалес                                    |
| Лучшие костюмы | Лучший грим |
| - Лопе де Вега: Распутник и соблазнитель / Lope — Татьяна Эрнандес - Печальная баллада для трубы / Balada triste de trompeta — Пако Дельгадо - Чёрный хлеб / Pan negro — Мерсе Палома - Они продают даже дождь / También la lluvia — Сония Гранде | - Печальная баллада для трубы / Balada triste de trompeta — Хосе Кетглас, Педро Родригес «Педрати» и Ньевес Санчес Торрес - Лопе де Вега: Распутник и соблазнитель / Lope — Кармеле Солер, Мартин Трухильо Масиас и Пако Родригес - Чёрный хлеб / Pan negro — Альма Касаль и Сатур Мерино - Они продают даже дождь / También la lluvia — Кармеле Солер и Пако Родригес   |
| Лучшая музыка | Лучшая песня |
| - Они продают даже дождь / También la lluvia — Альберто Иглесиас - Печальная баллада для трубы / Balada triste de trompeta — Роке Баньос - Бьютифул / Biutiful — Густаво Сантаолалья - Погребённый заживо / Enterrado — Виктор Рейес | - Que El Soneto Nos Tome Por Sorpresa Хорхе Дрекслера — Лопе де Вега: Распутник и соблазнитель / Lope - In The Lap of The Mountain Виктора Рейеса и Родриго Кортеса — Погребённый заживо / Enterrado - Loving Strangers Russian Red — Комната в Риме / Habitación en Roma - No Se Puede Vivir Con Un Franco Эмилио Арагона Альвареса — Бумажные птицы / Pájaros de Papel |
| Лучший короткометражный фильм | Лучший короткометражный мультипликационный фильм |
| - Una Caja de Botones - Adiós Papá, Adiós Mamá - El Orden de Las Cosas - Zumo de Limón | - La Bruxa - Exlibris - La torre del tiempo - Vicenta |
| Лучший документальный фильм | Лучший короткометражный документальный фильм |
| - Bicycleta, Cuchara, Manzana - Ciudadano Negrín - How Much Does Your Building Weigh, Mr. Foster? - María y Yo | - Memorias de Un Cine de Provincias - El Cine Libertario: Cuando Las Películas Hacen Historia - El Pabellón Alemán - Un Dios Que Ya No Ampara |

## Премия «Гойя» за заслуги
- Марио Камус